# Ernst Schaumann (Maler)
Ernst Schaumann d. J. (* 7. Februar 1890 in Königsberg; † 25. Oktober 1955 in Pramort auf Zingst) war ein deutscher Maler aus Ostpreußen.

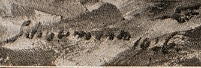
Ernst Schaumann, Signatur von 1926

## Leben
Als Sohn des gleichnamigen Landschaftsmalers (siehe unten) in Königsberg geboren, absolvierte Schaumann zuerst eine Kaufmannslehre, bevor er die Kunstakademie Königsberg besuchte. Dort war er Schüler von Otto Heichert und Ludwig Dettmann. Von 1909 bis 1914 setzte er seine Studien an der Berliner Kunstakademie fort. Bei Ausbruch des Ersten Weltkrieges meldete sich Schaumann freiwillig und wurde als Kriegsmaler eingesetzt, wo er als anschaulicher Schilderer des Geschehens bald Beachtung fand. Nach Kriegsende lebte Schaumann als freier Künstler in  Warnicken. Er hielt auf seiner Siedlerstelle Pferde, um deren Bewegungsablauf studieren zu können. Seine Pferdebilder zählen daher auch zu seinen Meisterwerken. Er führte aber auch Wandmalereien in öffentlichen Gebäuden und Behörden aus, die allerdings, wie seine meisten Arbeiten, im Zweiten Weltkrieg zerstört wurden. Seine andere Leidenschaft waren die Abbildungen von zeitgenössischen Musikern. Ende der 1910er-Jahre schuf er Zeichnungen von Heinrich Schlusnus, Richard Strauss, Hans Pfitzner und Wilhelm Furtwängler.
In der Zeit des Nationalsozialismus war Schaumann Mitglied der Reichskammer der bildenden Künste. Für diese Zeit ist seine Teilnahme an sechs großen Gruppenausstellungen und einer Einzelausstellung belegt. Im  Zweiten Weltkrieg war Schaumann als Angehöriger der Wehrmacht wieder als Kriegsmaler tätig.
Bis zu seiner Ausweisung 1948 lebte er noch in Königsberg und danach in Teltow, Kreis Potsdam, von Auftragsarbeiten. Nach Besserung seiner wirtschaftlichen Lage war er häufig Sommergast in Ahrenshoop. Das Dünengebiet der Halbinsel Zingst erinnerte ihn an die ehemalige Heimat an der Kurischen Nehrung.
Ernst Schaumann d. J. starb in Pramort auf Zingst; beerdigt wurde er auf dem Friedhof in Ahrenshoop.

## Gemälde
- Kürassier-Regiment 3 auf dem Vormarsch in der Winterschlacht
- Reiter am Strand

## Preise
- 1913 Menzelpreis für künstlerische Arbeit

## Maler in der Familie von Ernst Schaumann

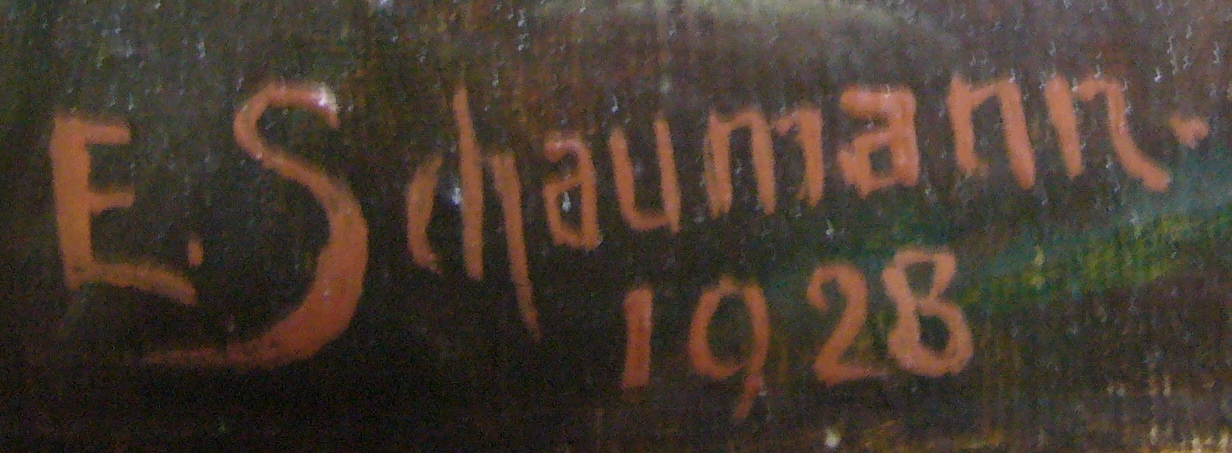
Ernst Schaumann, der Vater, Signatur

### Ernst Schaumann, der Vater
Ernst Schaumanns gleichnamiger Vater (* 9. Oktober 1862 in Mally Park, Kreis Gerdauen (Ostpreußen); † 26. Januar 1941 in Berlin-Steglitz) war ein ostpreußischer Maler.
Er wurde bekannt durch seine Bilder aus der ostpreußischen Landschaft und wurde oft als „Heidemaler“ bezeichnet. Im Handel werden auch heute noch immer wieder Bilder von ihm angeboten, bei denen aber oft der berühmtere Sohn als Urheber angegeben wird.

### Hildegard Grube-Loy, die Tochter
Die Malerin Hildegard Grube-Loy (* 28. April 1916; † 3. November 2002) ist eine Tochter von Ernst Schaumann aus erster Ehe.